# Caroline Kózka
Caroline Kózka (en polonais : Karolina Kózka), née à Wal-Ruda le 2 août 1898 et morte dans la même ville le 18 novembre 1914, est une vierge polonaise martyre de la pureté, reconnue bienheureuse par l'Église catholique.

## Biographie
Elle naît quatrième d'une famille paysanne de onze enfants, de Jan et Maria Borzechka Kózka à Wal-Ruda dans la partie de Petite-Pologne appartenant à l'Empire austro-hongrois.
Lorqu'éclate la Grande Guerre, elle est une jeune fille de 16 ans. Le 18 novembre 1914, des soldats russes occupent le village. Elle refuse les avances de l'un d'entre eux qui l'enlève dans un bois. Il tente de la violer. Profondément catholique, elle se défend. Il la tue.

## Béatification
Jean-Paul II la béatifie le 10 juin 1987 au cours d’une messe célébrée à Tarnów. À l'instar d' Agnès de Rome,  Maria Goretti, Albertina Berkenbrock, Pierina Morosini ou Marie-Clémentine Anuarite Nengapeta, elle est considérée comme une  martyre de la pureté. Elle est fêtée le 18 novembre.